# Friedrich Ficker
Friedrich Ficker (* 21. Dezember 1905; † 28. Jänner 1989) war ein österreichischer Politiker (SPÖ). Ficker war von 1945 bis 1949 Abgeordneter zum Landtag von Niederösterreich. 
Ficker war als Werkmeister einer landwirtschaftlichen Genossenschaft tätig und lebte in Gänserndorf. Er wurde 1934 aus politischen Gründen verhaftet und wirkte von 1945 bis 1950 als Gemeinderat in Gänserndorf. 1946 hatte Ficker das Bürgermeisteramt inne, wobei er von der sowjetischen Besatzungsmacht ein- und wieder abgesetzt wurde. Zudem gehörte Ficker vom 12. Dezember 1945 bis zum 5. November 1949 dem Landtag von Niederösterreich an. 